# Croton vepretorum
Espèce
Croton vepretorum est une espèce de plantes à fleurs du genre Croton et de la famille des Euphorbiaceae, présente dans l'État brésilien du Minas Gerais.
Elle a pour synonymes :
- Oxydectes vepretorum (Müll.Arg.) Kuntze